# Пожарский заказник
Пожа́рский зака́зник (укр. Пожарський заказник, крымскотат. Bulğanaq Badraq muvaqqat qoruğı, Булгъанакъ Бадракъ мувакъкъат къоругъы) — ботанический заказник местного значения, расположенный на территории Симферопольского района (Крым). Создан 11 ноября 1979 года. Площадь — 20 га. Землепользователь — Министерство экологии и природных ресурсов Республики Крым и государственное автономное учреждение Республики Крым «Бахчисарайское лесное хозяйство».

## История
Заказник создан Решением исполнительного комитета Крымского областного Совета народных депутатов от 11.11.1979 № 617 «Об организации заказников дикорастущих лекарственных растений».
Является государственным природным заказником регионального значения, согласно Распоряжению Совета министров Республики Крым от 05.02.2015 № 69-р «Об утверждении Перечня особо охраняемых природных территорий регионального значения Республики Крым».

## Описание
Заказник создан с целью сохранения, возобновления и рационального использования типичных и уникальных природных комплексов: участка дикорастущих лекарственных растений. На территории заказника запрещается или ограничивается любая деятельность, если она противоречит целям его создания или причиняет вред природным комплексам и их компонентам.
Заказник расположен на левом берегу долины реки Западный Булганак в среднем её течении — непосредственно южнее села Пожарское — на территории Пожарского сельского поселения. Южная граница проходит по административной границе Симферопольского района с Бахчисарайским районом.
Ближайший населённый пункт — село Пожарское, город — Симферополь.

## Природа
Природа заказника представлена участием шиповника собачьего (Rósa canína) и войлочного (Rosa tomentosa), пиона узколистого (Paeonia tenuifolia) и адониса весеннего (Adōnis vernālis).